# 2554 Skiff
Skiff (asteroide 2554, com a designação provisória 1980 OB) é um asteroide da cintura principal, a 1,9363329 UA. Possui uma excentricidade de 0,1445631 e um período orbital de 1 243,88 dias (3,41 anos).
Skiff tem uma velocidade orbital média de 19,79687904 km/s e uma inclinação de 4,85657º.
Este asteroide foi descoberto em 17 de Julho de 1980 por Edward Bowell.
O seu nome é uma homenagem ao astrônomo americano Brian A. Skiff.